# Codrongianos
Codrongianos (Codronzanu in sardo; erroneamente noto anche come Codrongianus) è un comune italiano di 1 246 abitanti della città metropolitana di Sassari.

## Storia
I resti di circa 57 nuraghi testimoniano che il territorio di Codrongianos era fortemente popolato già nel II millennio a.C., durante l'età del bronzo.
Le origini dell'odierno abitato si possono far risalire all'epoca romana quando nel III secolo per presidiare la strada che da Karalis portava a Turris Libisonis, fu edificato il Castrum Gordianus, nome che nel corso dei secoli muterà prima in Cotroianu e poi in Codrongianos.
In epoca medievale esistevano due paesi con lo stesso nome: Cotroianu e Cotroiano Jossu, più in basso. Entrambi facevano parte del giudicato di Torres, compresi nella curatoria di Fiolinas. A partire dal XIV secolo Cotroianu Jossu si spopolò fino a scomparire, e da Cotroianu si originò l'odierna Codrongianos, che nel 1420, dopo la conquista aragonese, fu unito alla baronia di Ploaghe e dato in feudo agli Aymerich. Il giudice Costantino I di Torres, insieme alla moglie Marcusa, nel 1116 fece qui erigere la basilica di Saccargia nei pressi del villaggio omonimo.

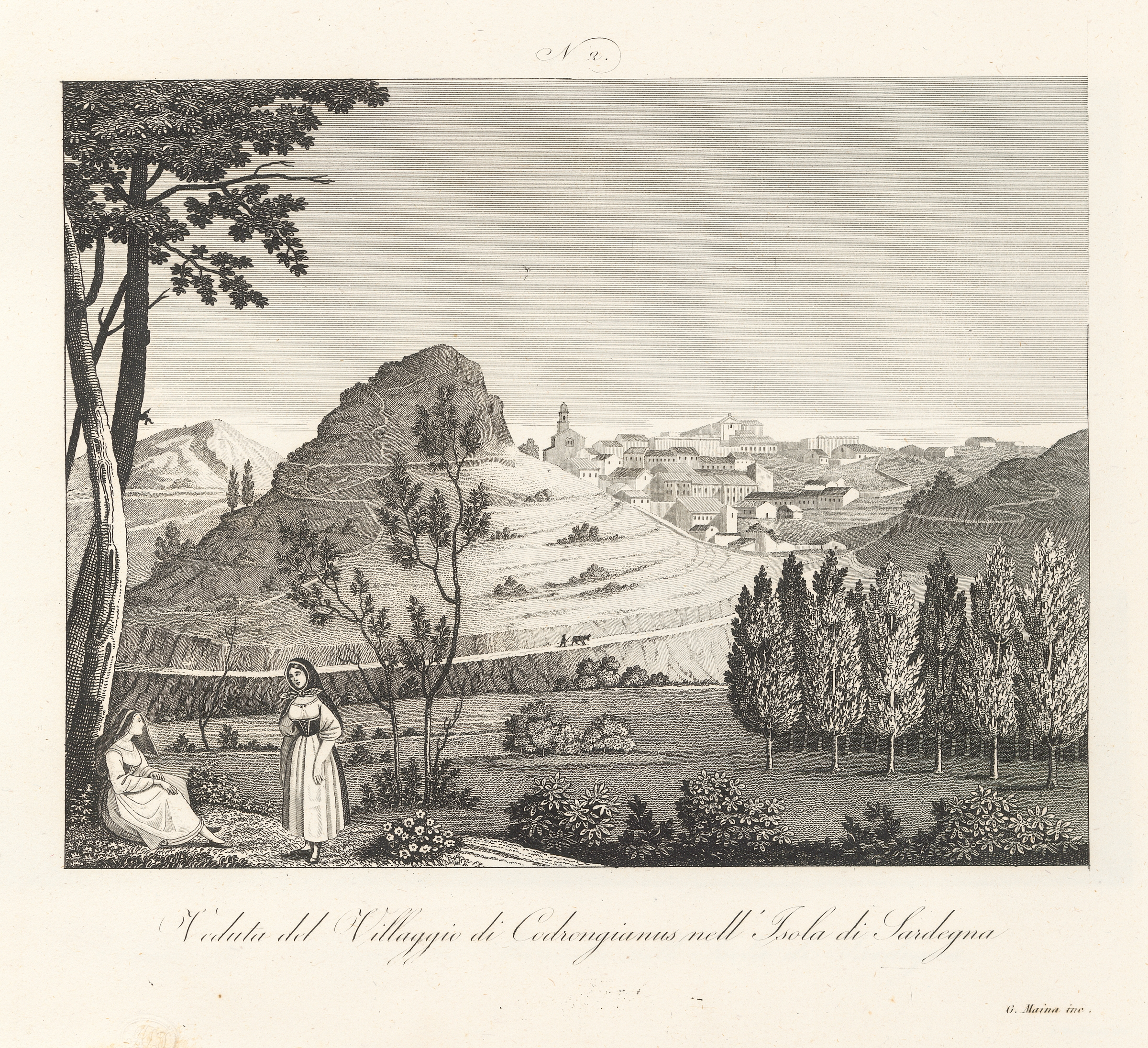
Veduta del villaggio di Codrongianus nell'isola di Sardegna (1845)

I monaci vennero scacciati dagli aragonesi nel XV secolo e i beni dell'abbazia vennero divisi e dati al clero, mentre il titolo di priore venne assunto del vescovo di Sassari.
Il paese fu riscattato agli Aymerich nel 1839, con la soppressione del sistema feudale.

### Simboli
(D.P.R. n. 2642 del 17 aprile 1985)
Gli elementi nello scudo rappresentano importanti momenti della storia del paese: nella parte superiore l'emblema della Congregazione camaldolese che si trova dipinto nella chiesa della Santissima Trinità di Saccargia, nella parte inferiore un castrum romano.
Il gonfalone municipale è un drappo partito di giallo e di rosso.

## Monumenti e luoghi d'interesse

### Architetture religiose
A pochi chilometri dal centro abitato si trova la basilica di Saccargia, una delle chiese in stile romanico più note della Sardegna, con influenze pisane.
Altri luoghi di culto sono:
- l'antica chiesa di Sant'Antonio di Salvenero
- la chiesa parrocchiale di San Paolo con di fronte i ruderi del vecchio cimitero del paese.
- la chiesa di Santa Croce,
- l'oratorio del Rosario.
- Chiesa di santa lucia

Sono inoltre presenti i ruderi dell'antica chiesa trecentesca di Sant'Antimu di Salvenero.

### Architetture civili
- Palazzo comunale
- Museo
- Casa della beata Elisabetta Sanna.

### Fontane
- Funtana de Codronzanu e josso in italiano "Fontana di Codrongianos basso".
- Funtana ezza in italiano "Fontana vecchia".
- Funtana noa in italiano "Fontana nuova".

### Busti e statue
- Busto di Crispo
- Statua della Beata Elisabetta Sanna
- Statua della Madonnina

### Siti archeologici
Nel territorio del Comune vi sono circa 60 nuraghi a testimonianza che il territorio fu altamente popolato già nell’età del Bronzo.
- Nuraghe Nieddu a singola torre, alta 11 metri, con copertura a tholos
- Tracce della strada romana: Karalis (Cagliari) - Turris Libisonis (Porto Torres).

## Società

### Evoluzione demografica
Abitanti censiti

### Lingue e dialetti
La variante del sardo parlata a Codrongianos è quella logudorese settentrionale.

## Cultura

### Istruzione

#### Musei
- Il Museo e centro documentazione di Codrongianos (Ce.do.C.) suddiviso in tre sezioni: 1 -Archeologica. 2 -Storica. 3 -Storico-Artistica.

## Amministrazione
| Periodo         | Periodo         | Primo cittadino            | Partito                                 | Carica  | Note   |
| --------------- | --------------- | -------------------------- | --------------------------------------- | ------- | ------ |
| 6 giugno 1993   | 27 aprile 1997  | Gerolamo Salvatore Soletta | lista eterogenea                        | Sindaco | [ 5 ]  |
| 27 aprile 1997  | 13 maggio 2001  | Gerolamo Salvatore Soletta | liste civiche di centro-sinistra        | Sindaco | [ 6 ]  |
| 13 maggio 2001  | 28 maggio 2006  | Antonio Giovanni Pintus    | lista civica                            | Sindaco | [ 7 ]  |
| 28 maggio 2006  | 15 maggio 2011  | Luciano Betza              | lista civica                            | Sindaco | [ 8 ]  |
| 15 maggio 2011  | 5 giugno 2016   | Luciano Betza              | lista civica "Insieme per Codrongianos" | Sindaco | [ 9 ]  |
| 6 giugno 2016   | 11 ottobre 2021 | Andrea Modetti             | lista civica "Insieme per Codrongianos" | Sindaco | [ 10 ] |
| 11 ottobre 2021 | in carica       | Cristian Budroni           | lista civica "Insieme per Codrongianos" | Sindaco | [ 11 ] |

## Sport

### Calcio
La squadra di calcio è l'A.S.D. Polisportiva Codrongianos che milita nel girone E sardo di 1ª Categoria. Dalla stagione 2010/2011 alla stagione 2014/2015 ha militato nel girone B sardo di Promozione. I colori sociali sono il rosso e il blu.
Lo stadio comunale il 7 giugno 2008 ha ospitato, nel campo in erba sintetica, l'incontro di ritorno valido per la finale di Coppa Italia 2007-2008 di calcio femminile e dove la Torres, grazie all'1-0 casalingo, ribalta il risultato dell'andata (3-2) strappando al Bardolino Verona la coppa, la settima nella storia sportiva della società di Sassari.